# Ioan-Paul Cojocaru
Ioan-Paul Cojocaru (n. 24 iunie 1940, Fierbinți, județul Dâmbovița) a fost un deputat român în legislatura 1990-1992, ales în județul Olt pe listele partidului FSN.